# Consell d'Hòmens Bons de l'Horta de Múrcia
El Consell d'Hòmens Bons de l'Horta de Múrcia és un tribunal mil·lenari encarregat de resoldre els conflictes que sorgeixen a l'entorn de l'ús comú de l'aigua de reg entre els llauradors de les comunitats de regants de les séquies que en formen part. Els jutges no són professionals de la justícia sinó agricultors elegits democràticament i periòdica d'entre els mateixos agricultors regants. El tribunal es caracteritza per l'oralitat, la rapidesa i l'equitat: no genera documents escrits, les seves sentències s'elaboren el mateix matí del judici oral i es comuniquen directament de paraula als interessats.
Està reconegut per la llei de l'Estat Espanyol, integrat al seu sistema judicial i amb les mateixes garanties i valor jurídic que qualsevol tribunal civil.
El Consell d'Hòmens Bons de l'Horta de Múrcia i l'anàleg Tribunal de les Aigües de València són Patrimoni de la Humanitat de la UNESCO des de 2009. Es consideren les institucions de justícia més antigues d'Europa i actualment és un tipus d'institució judicial pràcticament única al món. Tenen un lèxic judicial especialitzat propi heretat per transmissió oral.

## Història
Com el Tribunal de les Aigües de València, el Consell és una evolució al llarg de l'època feudal, basada en els consells tribals que tractaven en primera instància els conflictes per l'ús de l'aigua en les comunitats de regants andalusines (segles ix a xiii). La cultura andalusina no hi va aportar només novetats tecnològiques pel que va a sistemes de regadiu sinó també socials, pel que feia a l'organització, gestió i justícia relacionades amb el seu ús i explotació. En aquella època la societat d'Al-Andalus s'organitzada a través de clans. D'altra banda, l'equitat i la solidaritat en el repartiment de l'aigua són principis bàsics de la llei islàmica. La solidaritat entre tribus va facilitar la construcció de nous sistemes de regadiu, que eren mantinguts amb l'esforç col·lectiu dels beneficiaris del sistema.
A les hortes urbanes de Múrcia i València la gestió de l'aigua de reg devia ser més complexa que a les altres zones andalusines, cosa que va facilitar, a partir de la tradició d'organització i representació col·lectiva dels caps familiars de cada un dels clans, els "consells de vells" (castellanisme) o "vells de l'aljama". Així es va generar un sistema col·lectiu de gestió i resolució dels conflictes del regadiu basat en l'autogovern i l'autogestió per part dels regants.
Al segle xiii es va incorporar aquest sistema a l'ordenament jurídic dels regnes de Múrcia i de València, i va continuar prevalent fins al segle xviii, quan les reformes institucionals dels Borbó va intensificar la seva autonomia. Tanmateix no van desaparèixer, ni tampoc quan al segle xix el principi d'unitat jurisdiccional va pretendre eliminar totes les jurisdiccions privatives. Al segle XX van ser reconeguts com a tribunals consuetudinaris per la Llei Orgànica del Poder Judicial i van obtenir el suport dels estatuts d'autonomia de les comunitats de Múrcia i València.

## Consell d'Hòmens Bons
El Consell d'Hòmens Bons de l'Horta de Múrcia de està format per set agricultors pertanyents a la comunitat de regants de l'Horta de Múrcia, de 23.313 membres segons la UNESCO. Dels set membres del Consell, el president i el secretari són estables, mentre que els altres cinc, que fan de procuradors vocals i representen cada un una zona geogràfica, varien al llarg de l'any. Celebren audiència pública cada dijous a la Sala de Plens de l'Ajuntament de Múrcia.
Les resolucions són per majoria de vots. Les seues sentències són acatades pel respecte que inspiren i pel reconeixement dels jutges-agricultors com a persones honrades, coneixedores dels usos i costums, i equànimes en la manera de procedir.

## Horta de Múrcia
El Consell dels Bons Homes de Múrcia és el tribunal de regants de l'horta de Múrcia, un territori de 14.254 hectàrees distribuïdes als termes municipals d'Alcantarilla, Beniel, Múrcia i Santomera i regades pel riu Segura. En aquest territori l'aigua es reparteix equitativament segons la quantitat de terra a regar. Els usuaris de cada canal de reg estan obligats periòdicament a la monda o neteja.
La xarxa de séquies comença a Azud de la Contraparada, d'origen romà i millorada pels àrabs, prop de la qual neixen les dues séquies majors, la d'Aljufía (popularment coneguda com la del nord) i Barreras (la del migdia o del sud) y la de Churra la Nueva. Aquestes séquies es van ramificant en séquies més petites, que es ramifiquen en diferents tipus de canalitzacions (filloles, braçals, regadores) fins a cobrir tota l'horta murciana fins a la frontera amb Alacant.